# Cheminée de contrepoids
Dans la cage de scène d'un théâtre à l'italienne, les cheminées sont deux espaces d'une largeur d'environ cinquante centimètres, situés contre les murs des côtés « cour » et « jardin ». Elles s'étendent horizontalement du mur de face à celui du lointain et verticalement du sol du dessous le plus bas jusqu'à la partie la plus élevée, le gril.
Dans la machinerie, elles servent à la circulation verticale des éléments de décor ou d'éclairage fixés par plusieurs câbles ou «  fils » qui, après être passés au travers du gril où sont des poulies de renvoi, continuent leur course presque horizontalement jusqu'à une poulie collectrice dite « mère de famille » située à l'aplomb de la cheminée où ces câbles vont retrouver une position verticale.

## Le système du contrepoids
Sur le mur de la cheminée est fixé à demeure un rail où coulisse un chariot dont la base et la tête sont traversés par une forte tige métallique servant d'axe pour empiler des pains de fonte échancrés, pourvus d'encoches pour s'emboîter les uns dans les autres. La tige du chariot est munie d'un « œil » à ses deux extrémités, ce qui permet de fixer à l'œil supérieur tous les câbles d'acier formant l'équipe qui supporte l'élément scénique à déplacer.

## La manœuvre
Elle est faite depuis une des passerelles de service par le cintrier qui agit sur un fil de commande, le « chanvre ». Ce dernier fonctionne en circuit fermé en cinq points :
- Œil supérieur du chariot de contrepoids. (fixation)
- Mère de famille (au niveau du gril) d'un diamètre courant de 23 cm.
- Frein sur la passerelle de service à l'aplomb de la cheminée.
- Poulie à la base de la cheminée, appelée aussi « poupée de retour » d'un diamètre identique à la mère de famille.
- Œil inférieur du chariot de contrepoids. (fixation)

Ceci constitue une équipe mécanique pour un seul élément que l'on veut « charger » (faire descendre) ou « appuyer » (faire monter). De la face au lointain, les cintres comportent une équipe tous les vingt à trente centimètres.
La tendance est actuellement de remplacer ce système simple et fiable par des moteurs asservis, informatisés.